# Lily Agg
Lily Agg (* 17. Dezember 1993 in Brighton) ist eine englisch-irische Fußballspielerin, die seit 2022 für die irische Fußballnationalmannschaft der Frauen spielt.

## Karriere

### Vereine
Agg spielte bei verschiedenen englischen Vereinen, bevor sie sich zu Beginn der Saison 2017/18 dem 1. FFC Frankfurt anschloss. In der Bundesliga erzielte sie bei 13 Einsätzen ein Tor. In zwei DFB-Pokalspielen gelangen ihr drei weitere Treffer für Frankfurt. Nach einem Jahr in der Bundesliga kehrte sie nach England zurück und unterschrieb bei Charlton Athletic LFC. 2019 wechselte sie zu den London City Lionesses, für deren Vorgängerverein Millwall Lionesses sie früher gespielt hatte.

### Irische Nationalmannschaft
Da sie eine im irischen Cork geborene Großmutter hat, ist sie für Irland spielberechtigt und wurde am 31. März 2022 für das WM-Qualifikationsspiel am 12. April 2022 gegen Schweden für die irische Fußballnationalmannschaft der Frauen nominiert. Ihr erstes Länderspiel bestritt sie am 19. Juni 2022 im Freundschaftsspiel gegen die Philippinen und erzielte dabei den 1:0-Siegtreffer. Am 1. September 2022 erzielte sie ebenfalls den 1:0-Siegtreffer im WM-Qualifikationsspiel gegen Finnland, womit sich die Irinnen für die Play-offs der Gruppenzweiten qualifizierten. Im Oktober 2022 qualifizierte sie sich mit ihrer Mannschaft durch einen 1:0-Sieg in den Play-offs gegen Schottland für die Fußball-Weltmeisterschaft der Frauen 2023 und damit erstmals für ein großes Fußballturnier.
Am 28. Juni 2023 wurde sie für den finalen WM-Kader nominiert.